# Zitterwels
Der Zitterwels oder auch Elektrischer Wels (Malapterurus electricus) ist ein Raubfisch aus der Familie der Elektrischen Welse (Malapteruridae), die mit derzeit 21 Arten vertreten ist. Der lateinische Artname electricus spielt auf die Fähigkeit des Fisches an, seiner Beute und Fressfeinden empfindliche Stromstöße zu versetzen.

## Merkmale
Der Zitterwels kann eine maximale Körperlänge von 122 cm bei einem Gewicht von 20 kg erreichen. Sein schuppenloser Körper ist länglich bis zylindrisch und auf der Rückenseite grau-bräunlich gefärbt. Die Körperseiten sind fleischfarben und mit zahlreichen schwarzen Punkten besetzt, die zum Schwanz hin zunehmend größer werden. Bauchseite, Brust- und Bauchflossen sind gelblich-weiß oder rötlich, die Schwanzflosse an der Basis dunkel, dann orangegelb mit einem roten Rand. Der Kopf ist leicht abgeflacht, die Augen sind klein. Unter dem Kopf sitzen sechs Barteln, eine Rückenflosse fehlt. Brust-, Bauch- und Schwanzflossen sind abgerundet. Die Brustflossen werden von 8 oder 9 Flossenstrahlen getragen, die Bauchflossen von 6 Flossenstrahlen. Letztere sitzen ungefähr auf halbem Weg zwischen der Spitze der Schnauze und der Basis der Schwanzflosse. Die Schwanzflosse hat 9 bis 10 Strahlen. Flossenstacheln fehlen in allen Flossen. Die Fettflosse ist niedrig und hat eine abgerundete Hinterkante. Die stromerzeugenden Muskeln (Elektroplax) befinden sich direkt unter der Haut und bedecken, bis auf die Flossen und den Kopf, den gesamten Körper. Die von den Zitterwelsen erzeugten Stromschläge paralysieren Beutefische, haben jedoch keinen Einfluss auf die Funktion ihres eigenen Nervensystems und ihrer Muskulatur. Die Ursache für die Immunität der Zitterwelse gegenüber elektrischen Strömen ist noch nicht erforscht.  Die Stromstöße können jederzeit an jedem beliebigen Muskelpunkt erzeugt und abgegeben werden. Sie erreichen eine Spannung von 350 bis 450 Volt.

## Verbreitung und Habitat
Der Zitterwels ist in West- und Zentralafrika beheimatet. Sein Verbreitungsgebiet erstreckt sich vom Stromgebiet des Senegal über den Bandama, den Niger, den Tschadsee und das Stromgebiet des Nils (aber nicht im Victoriasee) bis zum Turkanasee. Er kommt vornehmlich in ufernahen Gewässerzonen vor, wo er schnell bis langsam fließende, trübe Habitate bevorzugt. Er hält sich dort gern zwischen Felsen und ins Wasser reichenden Wurzeln auf.

## Lebensweise und Ernährung
Über die Fortpflanzungsweise ist wenig bekannt. Der Zitterwels gräbt flache, bis zu 3 m lange Gruben in tonhaltige Uferbänke, die 1–3 m tief im Wasser liegen und in die der Laich gelegt wird.
Der Zitterwels ist nachtaktiv. Die Hauptaktivitätszeit ist wenige Stunden nach Sonnenuntergang. Der Zitterwels jagt vornehmlich kleinere Fische, die er durch Anschleichen und anschließenden Stromschlag überrascht und als Ganzes verschluckt. Er frisst jede Art von Fisch.
Die Männchen dieser Art weisen ein sehr ausgeprägtes Territorialverhalten auf. Jeglicher Artgenosse, der an Körpergröße und Gewicht dem Territoriumsbesitzer gleichkommt, wird energisch auf Distanz gehalten; sind die Abweisungsversuche erfolglos, kommt es nicht selten zu Kommentkämpfen, bei denen Körper, Barteln und auch Stromstöße eingesetzt werden. Auch Beutefische, die zu groß für den Verzehr sind und selbst kleine Fische jagen (artfremde Nahrungskonkurrenten), werden durch Drohgebärden und kurze Elektroschocks vertrieben.

## Systematik und Gefährdung
In der klassischen Systematik wird der Zitterwels in die Überfamilie Siluroidea gestellt. Nach molekularbiologischen Untersuchungen zählt er innerhalb der Unterordnung der Siluroidei zur „Big Africa“-Gruppe. Der Zitterwels wird im Allgemeinen als „nicht gefährdet“ eingestuft, in Ägypten hingegen, besonders im Nildelta, ist der Bestand durch Übersalzung des Delta-Brackwassers und durch Giftchemikalien-Abgabe aus Industrieanlagen gefährdet.

## Wirtschaftliche Bedeutung
Noch heute ist die Art regional als Speisefisch beliebt. Für unerfahrene und unaufmerksame Fischer kann der Fangversuch des Zitterwelses aufgrund seiner elektrischen Fähigkeiten gesundheitsschädigende Folgen haben. Des Weiteren stehen die Strommuskeln im Zentrum von Studien zum neuronalen Stoffwechsel, des axonalen Transports und der Transmitterausschüttung innerhalb der Strommuskelzellen.

## Wissenswertes
Die Art war bereits den Alten Ägyptern bekannt. Darstellungen des Zitterwelses sind bereits aus der Frühzeit überliefert, aus dem Alten Reich stammen zahlreiche, sehr detaillierte Reliefabbildungen. Diese legen nahe, dass den Ägyptern die elektrische Fähigkeit des Zitterwelses offenbar bekannt war: Fischer fingen die Tiere nur mit Palmfaserschnüren oder in Netzen und schlugen sie tot, noch bevor sie den Fisch aus dem Wasser holten. Der frühägyptische König Narmer (1. Dynastie) benutzte eine Zitterwels-Darstellung als Namenszeichen.